# Anomalon variistriatum
Anomalon variistriatum là một loài tò vò trong họ Ichneumonidae.